# Гірничі машини

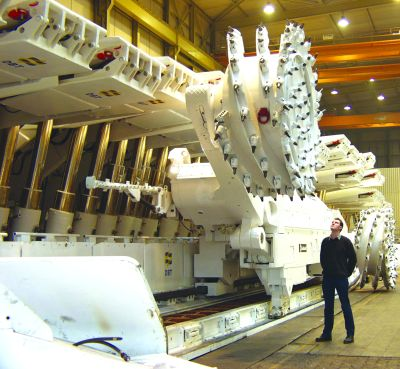
Гірниче обладнання для потужних лав: гідравлічне кріплення, комбайн і конвеєр.

Гірни́чі маши́ни (рос.горные машины, англ. mining machines, нім. Bergbaumaschinen, Berggeräte) — машини, призначені для виконання операцій по відбиванню, навантаженню, доставці, транспортуванню гірничої маси, для проведення гірничих виробок, зведення та демонтажу кріплення, закладання виробленого простору тощо.

## Проектування
При проектуванні гірничого обладнання застосовують системний підхід, що передбачає системне врахування домінуючих взаємодій (механічних, гідравлічних і електричних, силових, кінематичних, статистичних, динамічних і управлінських) що мають місце між структурними одиницями гірничого обладнання (його підсистемами, елементами) і із зовнішнім середовищем. Основна ідея системного проектування полягає в тому, що технічну задачу для частини цілого вирішують з урахуванням цілого. Такий підхід дозволяє забезпечити розвиток гірничого устаткування на основі поглибленого аналізу, синтезу і багатокритеріальної оптимізації проектних рішень.
Наприклад, в складі очисних вузькозахопних комбайнів доцільно виділити наступні підсистеми: 1) корпусну, призначену передусім для об'єднання окремих корпусних вузлів в конструктивно цілісний технічний об'єкт; 2) приводу виконавчого органу для забезпечення руху цього органу з заданою швидкістю різання і необхідними моментами; 3) переміщення комбайна вздовж вибою з необхідними значеннями швидкостей і зусиль подачі; 4) підвіски і переміщення виконавчого органу, яка служить для регулювальних переміщень (на границі «вугілля-вмісні породи») і підтримки заданого положення цього органу відносно основних вузлів корпусної підсистеми; 5) пилопригнічення; 7) управління.

## Швидкість подачі гірничої машини
Робоча швидкість подачі гірничої машини (рос. рабочая скорость подачи горной машины, англ. working feed rate; нім. Arbeitsvorschubgeschwindigkeit f der Bergbaumaschine) — швидкість переміщення гірничої машини в заданому напрямку в процесі виконання операції виймання корисної копалини.

## Стійкість ріжучого інструмента
Здатність ріжучого інструмента гірничої машини протидіяти у процесі роботи зовнішнім впливам без пошкоджень чи істотних порушень. Підвищення стійкості досягають армуванням ріжучого інструмента тугоплавкими інструментами (напр., побідитом) та вибором раціональних параметрів руйнування гірських порід.

## Обслуговування і ремонт

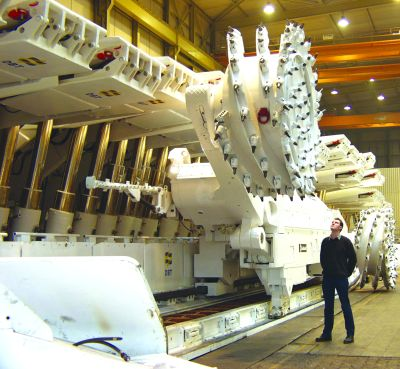
Гірниче обладнання для потужних лав: гідравлічне кріплення, комбайн і конвеєр.

Планово-попереджувальна система технічного обслуговування і ремонту гірничого обладнання (рос. планово-предупредительная система технического обслуживания и ремонта горного оборудования, англ. preventive maintenance and repair system of mining equipment, нім. plan-vorbeugendes System n der technischen Wartung und Reparatur der Bergbauausrüstung) — сукупність організаційних і технічних заходів, направлених на підтримку працездатності обладнання протягом заданого часу при мінімальних витратах праці і матеріальних коштів. Суть цієї системи полягає в тому, що гірниче обладнання після певної наробки піддають міжремонтному технічному обслуговуванню і поточним (плановим) ремонтам, періодичність і обсяг яких визначаються ремонтними нормативами з урахуванням конструктивних особливостей і умов експлуатації.
Розрізнюють такі види міжремонтного технічного обслуговування: щомісячне (ТО-1), щодобове (ТО-2), щотижневе (ТО-3) і двотижневе технічне (ТО-4), щомісячне ремонтне обслуговування (РО). У залежності від обсягу робіт поточні ремонти поділяють на перший Т1, другий Т2 і т. д. Чим більший індекс, присвоєний ремонту, тим вища його складність. Підвищенню ефективності виконання заходів щодо технічного обслуговування і ремонту обладнання сприяє впровадження методів технічної (в тому числі комп'ютерної) діагностики, що дозволяє вивчити технічний стан різних виробів без їх розбирання.
Перелік і послідовність виконання встановлених видів ремонту протягом ремонтного циклу від початку експлуатації до капітального ремонту називається структурою ремонтного циклу. Основна мета капітального ремонту полягає в регламентованому відновленні працездатності обладнання на період подальшого ремонтного циклу. Основною формою організації ремонтних робіт на шахтах є нарядна система.